# Уничтожение А-50 над Азовским морем
Атака на самолёты-разведчики над Азовским морем — авиационное происшествие над акваторией Азовского моря, произошедшее в ходе российского вторжения на Украину 14 января 2024 года.
Вечером 14 января 2024 года украинские телеграм-каналы написали, что над Азовским морем был сбит российский самолёт-разведчик А-50. Также был подбит российский самолёт Ил-22М, однако тот сумел сесть в аэропорту Анапы, хотя и получил повреждения. За исключением нескольких военных телеграм-каналов, Минобороны России не прокомментировало потерю А-50.
Сбитие А-50 журналисты называли одной из крупнейших российских одномоментных потерь авиации за всё время российского вторжения в Украину.

## Самолёты

### А-50
Самолёт А-50 — модификация Ил-76, выполняющий функции «летающего радара». Стоимость одного А-50 оценивалась в 330 млн долларов.
По данным бюллетеня Military Balance 2022, к началу российского вторжения в Украину на вооружении РФ состояло 3 А-50 и 6 модифицированных А-50У. Однако в СМИ сообщалось, что в 2023 году Ростех передал российским вооруженным силам ещё один самолёт.
А-50 активно применялся в ходе вторжения в Украину. Он способен одновременно отслеживать до 60 воздушных, надводных и наземных целей, наводя на них боевую авиацию. А-50 способен обнаружить цель класса «истребитель», летящую на малой высоте на дальности до 200—400 км, а летящую на большой высоте — до 300—600 км; морские цели им обнаруживаются на расстоянии до 400 км. Также на самолёте установлены системы активной и пассивной радиоэлектронной борьбы, а также средства постановки инфракрасных помех. А-50У имеет более высокие характеристики.
Военный лётчик генерал-майор в отставке Владимир Попов утверждал, что с помощью А-50 Россия способна отслеживать пуски ракет ПВО Patriot и затем атаковать их. Журналисты отмечали, что А-50 способны значительно осложнить действия украинской авиации, например атаки фронтовыми бомбардировщиками Су-24 ракетами Storm Shadow российских целей.
Ранее Россия не теряла ни один самолёт А-50 в войне с Украиной. В феврале 2023 года один А-50 удалось повредить с помощью дрона на территории Беларуси, после чего тот отправили на ремонт в Таганрог.

### Ил-22М
Журналисты отмечали, что Ил-22М мог играть как роль самолёта-ретранслятора, так и воздушного пункта управления.
По данным бюллетеня Military Balance 2022, к началу российского вторжения в Украину на вооружении РФ состояло 12 самолётов Ил-22М и 10 Ил-22 более ранней модификации. В июне 2023 года во время мятежа ЧВК Вагнер был сбит один Ил-22М в Воронежской области. Также российская газета «Московский комсомолец» писала, что в октябре 2022 года один Ил-22 был обстрелян украинскими силами и получил повреждения, но сумел вернуться на базу.

## Ход событий

### Украинские источники
14 января 2024 года в 22:20 по киевскому времени украинский мониторинговый телеграм-канал «Николаевский Ванёк» написал: «…как в Азовском Море полетали?». Спустя двадцать минут народный депутат Украины, заместитель главы комитета ВРУ по вопросам обороны и разведки Юрий Мысягин написал, что около 21.00 был сбит А-50, а «ИЛ-22 подбит, последний находился в воздухе и пытался добраться до ближайшего аэродрома, однако исчез с радаров после начала понижения в районе Керчи». Аналогичную информацию опубликовал и народный депутат Александр Федиенко. Около 23.20 издание РБК-Украина со ссылкой на источники среди украинских военных подтвердило эту информацию, и опубликовало перехват разговора пилота Ил-22М с диспетчером аэродрома в Анапе, в котором он запросил срочную посадку и помощь служб скорой помощи и пожарных. Вскоре издание Громадське ТВ со ссылкой на источники в ГУР также подтвердило эту информацию. Согласно информации РБК-Украина, после исчезновения с радаров самолёта А-50 пилот российского Су-30 обнаружил «воспламенение и падение неустановленного воздушного судна».
По информации издания Суспільне, Ил-22М был подбит 14 января около 21:00 в районе Стрелкового Херсонской области, а А-50 был поражён около 21:10—21:15 того же дня в районе Кирилловки Запорожской области.
На следующий день в 8.03 командующий Воздушных сил ВСУ Николай Олещук в своем телеграм-канале написал: «Это вам за Днепр». Журналисты отмечали, что за год до этого, 14 января 2023 года, российская ракета уничтожила многоэтажный жилой дом в Днепре, убив 46 мирных жителей. Пресс-служба ВВС Украины вскоре также написала: «Спецоперация в Приазовье прошла удачно. Продолжение следует».
Главнокомандующий ВСУ Валерий Залужный около 11.38 в своём телеграм-канале написал: «Воины Воздушных Сил Вооружённых Сил Украины уничтожили вражеский самолёт дальнего радиолокационного обнаружения А-50 и воздушный пункт управления противника Ил-22». Он поблагодарил украинских военных «за прекрасно спланированную и проведённую операцию в Приазовье». Залужный опубликовал анимированную карту с полетами этих самолётов, согласно которой они дежурили в северно-западной части Азовского моря в районе Приморска.
Однако спустя несколько часов на фоне публикаций в Интернете фотографий повреждённого ИЛ-22 представитель Воздушных сил ВСУ Юрий Игнат заявил: «Похоже, Ил-22 таки дотянул до Анапы». Он отмечал, что именно А-50 был приоритетной целью, и «до нынешнего дня уничтожение этого борта казалось непосильной задачей» для ВСУ, тогда как Ил-22М «попал под раздачу». При этом Игнат заявил, что Ил-22 все равно «восстановлению не подлежит», поэтому цель может считаться уничтоженной.
15 января 2024 года мониторинговый телеграм-канал «Крымский ветер» отмечал, что с вечера 14 января в центральной части Азовского моря не было ни одного гражданского судна с включённым транспондером, в связи с чем канал предположил: «возможно, военные корабли и суда проводят поисковые работы».

### Российские источники
Пресс-секретарь российского президента Дмитрий Песков заявил, что не располагает информацией о том, чтобы какие-либо российские самолёты были сбиты ВСУ, и переадресовал вопрос к Минобороны РФ. Минобороны РФ эту информацию не комментировало.
Однако информацию по ударам по самолётам подтверждали российские «военкоры» и Z-блогеры. Александр Коц писал: «есть упавший А-50, есть спасённый Ил-22». Блогер Юрий Подоляка также утверждал: «По А-50… К, сожалению, это правда». Уничтожение А-50 признал и канал WarGonzo, который написал: «К сожалению, война никогда не обходится без трагедий, и гибель наших бойцов — это всегда больно. Выражаем соболезнования родным и близким экипажа». Телеграм-канал Рыбарь писал, что если информация о сбитии самолётов подтвердится, что это станет «очередным чёрным днём для российских ВКС и ПВО», так как А-50 «не так много», а «специалисты на них вообще штучные».
При этом Борис Рожин написал: «Ил-18/22 точно вернулся». Fighterbomber заявил: «Трагедия она всегда трагедия. Особенно когда она такого масштаба. Кто бы там не находился. Кто виноват в гибели лётчиков, мы скорее всего не узнаем. Погибшим вечного полёта, раненым скорейшего выздоровления и возвращения в строй». Позднее Fighterbomber, обвинив в несогласованности действий российское командование, сообщил, что на борту А-50 погибли 11 или 12 человек. Блогер Кирилл Федоров начал сбор средств на помощь семьям лётчиков.
18 января 2024 года телеграм-канал «Досье шпиона» опубликовал список лётчиков, которые согласно заявлению телеграм-канала, находились в уничтоженном А-50. Телеграм-канал опубликовал фамилии командира самолёта — Вячеслава Левченко — и ещё пяти членов экипажа, при этом в публикации отмечалось, что список не был полным. Журналисты отмечали, что список лётчиков перепечатал телеканал «Барс» российского города Иваново, где базировались А-50У. Также СМИ отмечали, что в предыдущие годы российские государственные каналы рассказывали о самолёте А-50У под командованием Вячеслава Левченко. Также ивановские СМИ сообщали об участии самолёта А-50 под командованием Вячеслава Левченко в московском параде Победы 2020 года.
19 января 2024 года телеграм-канал ВЧК-ОГПУ привёл слова жены Вячеслава Левченко Виктории, которая сообщила, что в последний раз с ней муж выходил на связь 13 января, а с тех пор он числится пропавшим без вести.

### Западные источники
В сводке за 17 января 2024 года Министерства обороны Великобритании отмечалось, британская разведка «почти убеждена», что А-50 потерпел крушение над Азовским морем.
В сводке за 19 января 2024 года разведки Министерства обороны Великобритании сообщалось, что Россия начала полёты другого А-50 в районе Азовского моря, который совершал полёты значительно дальше линии фронта, чем было ранее, и тем самым «Россия молчаливо признала ликвидацию Украиной самолёта А-50».

## Версии

### Украинское оружие
Сразу после публикации информации о поражении двух российских самолётов стали возникать предположения о том, какое оружие было применено. Предполагалось, что самолёты могли быть подбиты с помощью ЗРК Patriot. Однако журналисты отмечали, что ранее было известно о том, что Украина применяла на установках Patriot ракеты PAC-3, которые хотя хорошо работают против баллистических ракет, однако имеют дальность всего 40 км. Но даже если Украина использовала ракеты PAC-2, способные поражать цель на расстоянии до 160 км, однако в ситуации с А-50 даже эти ракеты должны были бы отработать на пределе своей дальности, поэтому они должны были бы находиться вблизи линии фронта, что подвергло бы дорогостоящую систему Patriot опасности. Но все другие системы ПВО, находящиеся на вооружении Украины, как советского, так и западного типов, имели ещё меньшую дальность и не смогли бы поразить российские самолёты на таком расстоянии.
Британский военный эксперт Брайден Спорлинг отмечал, что до Азовского моря мог и достать украинский комплекс С-300.
Журналисты также предполагали, что ВСУ теоретически могли бы использовать старый советский ЗРК С-200, которые были сняты с вооружения более десяти лет назад, однако во время российского вторжения ВСУ стали использовать их для стрельбы по наземным целям. Журналисты отмечали, что если бы украинские военные смогли бы восстановить боеспособность С-200, то теоретически их дальность — 600 км — позволила бы поразить А-50, являющийся большим и слабоманевренным самолётом, который должен был бы стать достаточно простой целью для таких ракет.
Также по мнению ряда комментаторов, украинцы теоретически могли бы использовать истребители с авиационными ракетами дальнего радиуса действия. Однако для состоящих на вооружении ВВС Украины истребителей МиГ-29 и Су-27 подобных ракет у украинских сил не было, а F-16 Украина ещё не получила от стран Запада. Также журналисты отмечали, что сам А-50 с помощью своих радаров должен был бы обнаружить подобные истребители, а при использовании F-16 — распознать того по характерной сигнатуре.
По мнению военного эксперта Тома Купера, ВСУ провели сложную операцию, чтобы уничтожить А-50, заманив его в ловушку. По версии Купера, 13 января украинские Су-24 нанесли серию ударов по радарам и системам ПВО в Крыму, уничтожив несколько РЛС. Российские силы использовали А-50 и Ил-22М, чтобы компенсировать потерю РЛС, решив нанести ответные удары по Украине самолётами Су-34, для этого траектория полёта А-50 и Ил-22 переместилась дальше на север, ближе к линии фронта, чего и ожидали украинские силы. Для уничтожения самолёта, по данным эксперта, использовался комплекс С-300 в связке с комплексом Patriot, который не включал свой радар до последнего момента.
После публикации фотографии самолёта Ил-22М с поврежденной хвостовой частью журналисты отмечали на хвосте крупные пробоины, характерные именно для ударов от осколков ракет крупных наземных ЗРК.
Журналисты отмечали, что А-50 и Ил-22 — большие самолёты, которые хорошо видны на экранах радаров, а А-50 к тому же сам является источником активного радиоизлучения. И если эти самолёты летали по шаблонным маршрутам, это могло бы позволить ВСУ подготовить засаду на них с помощью ЗРК или истребителей.
В то же время американский военный аналитик Рафи Коэн говорил: «Мы не знаем, что именно сбило эти самолёты. Это могло быть украинское ПВО, это мог быть другой самолёт или это могла быть диверсия».
Эксперты отмечали, что Украина уже проводила подобные операции. Так, в мае 2023 года Украина сбила несколько российских самолётов и вертолётов в Брянской области. А в декабре 2023 года ВСУ заявили об уничтожении сразу трёх истребителей Су-34.

### Дружественный огонь российской ПВО
Телеграм-каналы Рыбарь и «ВЧК-ОГПУ» предполагали, что случившееся могло произойти из-за дружественного огня сил российских ПВО, охранявших Крымский мост. С такой версией выступали и другие Z-«военкоры», такие как Романов, Борис Рожин (Colonelcassad) и Юрий Котенок. Так, Котенок писал: «Вместо комментария всего три буквы — П.В.О». 16 января Fighterbomber заявил: «В СВО, к сожалению, самым страшным и самым опасным врагом для ВКС стало наше ПВО. Оно всегда бьёт в спину. От него невозможно защититься или как-то его предусмотреть или учесть».
Военный эксперт Кирилл Михайлов отмечал, что считает версию с «дружественным огнем» вероятной. По его мнению, происшедшее действительно можно объяснить невнимательностью и ошибками в организации деятельности российских ПВО. Он предположил, что после недавних ударов по Крыму россияне на полуострове могли увеличить силы ПВО, однако новоприбывшим «военным забыли сообщить, что тут вообще-то и свои летают». Он сравнил эту ситуацию со сбитием украинского Boeing 737 под Тегераном в 2020 году, когда в ожидании американской ракетной атаки иранцы усилили свои силы ПВО в районе Тегерана, однако новоприбывшие военные по ошибке сбили украинский пассажирский Боинг, который выполнял плановый рейс Тегеран—Киев.
Журналисты Русской службы Би-би-си отмечали, что С-400, размещённые в районе Керченского моста, теоретически могли бы подбить эти самолёты в Азовском море, однако, по их мнению, операторам ПВО перепутать Ил-22М и особенно А-50 с какими-то другими целями было бы сложно.
Однако украинский военный эксперт Александр Коваленко сомневался в версии «дружественного огня», отмечая, что российские самолёты практически два года летали по одним и тем же маршрутам, однако заявил: «Если это и был friendly fire, то он войдёт в мировую историю войн и конфликтов как самый громкий facepalm».
Руслан Левиев из расследовательской группы Conflict Intelligence Team отмечает, что случаи «дружественного огня» российской ПВО по своим самолётам нередки в этой войне: первый такой инцидент произошёл в первый же день полномасштабного вторжения, когда над территорией России был сбит российский Ан-24.

## Оценки
Потерю А-50 журналисты и эксперты называли большой утратой для ВКС РФ, так как Россия располагала ограниченным количеством таких самолётов. Так, по данным Forbes, у России осталось всего два исправных самолёта А-50, остальные шесть нуждаются в модернизации или капитальном ремонте.
Американский военный аналитик Рафи Коэн также назвал уничтожение А-50 важной символической победой украинцев, значимой и вне сугубо военного эффекта, сравнив его с потоплением крейсера Москва. При этом он отмечал, что уничтожение одного А-50 не сможет изменить ход войны в целом. Однако британский эксперт Брайден Спорлинг говорил: «Россия не только потеряла ценный и редкий актив, но это также создаст дополнительную нагрузку на оставшиеся самолёты, если Россия захочет сохранять такой же темп их эксплуатации. И это, вероятно, заставит Россию держать эти самолёты подальше, что будет влиять на их эффективность».
Рафи Коэн также отмечал, что уничтожение А-50 показывает способность украинцев эффективно использовать западную военную помощь.
Австрийский военный эксперт Маркус Райснер назвал уничтожение А-50 «впечатляющим успехом», имеющий значительный информационный эффект на фоне кризисов в других регионах мира, сравнив этот успех украинцев с ударом ВСУ по подводной лодке в Крыму.